# Страсбургски клетви
Страсбургските клетви е военен съюз, сключен на 14 февруари 842 година в Страсбург между Шарл Плешиви и Лудвиг Германски срещу по-големия им брат Лотар I, наследник на Франкската империя. Конфликтът между тримата довежда до разделянето на империята с Вердюнския договор през следващата година.
Страсбургските клетви са ценен документ за историческата лингвистика, тъй като текстът им е произнесен от двамата принцове пред техните армии – от Шарл Плешиви в германски, а от Лудвиг Германски – в романски превод. Така той става рядък образец на говоримите простонародни езици от този период.